# Front de Macedònia
El Front de Macedònia de la Primera Guerra Mundial, també conegut com el Front de Salònica, es va formar com a resultat d'un intent de les potències aliades per ajudar a Sèrbia, a la tardor de 1915, contra l'atac combinat d'Alemanya, Àustria-Hongria i Bulgària.
L'expedició de suport va arribar massa tard i amb una força insuficient per evitar la caiguda de Sèrbia, i la situació es va complicar més per la crisi política interna en Grècia (el «Cisma Nacional»). Amb el temps, es va establir un front estable, que anava des de la costa albanesa de l'Adriàtica fins al riu Estrímon, on es va enfrontar una força multinacional Aliada contra l'Exèrcit búlgar, que va ser en diverses ocasions reforçat amb unitats més petites d'altres països de les Potències Centrals.
El front macedoni es va mantenir força estable, tot i les accions locals, fins a la gran ofensiva aliada al setembre de 1918, que va donar lloc a la capitulació de Bulgària i l'alliberament de Sèrbia.

## Antecedents
Després de la assassinat de l'hereu de la corona d'Àustria-Hongria per un serbobosnià, Àustria-Hongria va atacar a Sèrbia a l'agost de 1914, però no va poder superar la resistència de Sèrbia. Després de l'entrada de l'Imperi Otomà a la guerra del costat de les Potències Centrals, al novembre de 1914, l'actitud de Bulgària es va convertir en el factor decisiu en els Balcans.
Bulgària ocupava una posició d'importància estratègica en el flanc de Sèrbia i la seva intervenció en qualsevol bàndol dels bel·ligerants seria decisiva. Bulgària i Sèrbia havien lluitat entre si dues vegades en els trenta anys anteriors: en la Guerra Serbo-búlgara de 1885 i en la Segona Guerra Balcànica de 1913. Bulgària havia patit una derrota en 1913 i el govern de Bulgària i la gent en general van sentir que Sèrbia havia robat la terra que per dret pertanyia a Bulgària. Mentre que els Aliats només podien oferir a Bulgària petites concessions territorials de Sèrbia i de la neutral Grècia, les promeses de les Potències Centrals semblaven molt més atractives, ja que s'oferien a cedir la major part de la terra que Bulgària reclamava.
La derrota dels Aliats en la Batalla de Gallipoli (des d'abril de 1915 fins a gener de 1916) i la derrota de Rússia en l'Ofensiva de Gorlice-Tarnów (de maig a setembre de 1915) va demostrar la força de les Potències Centrals, i el rei Ferran I va signar un tractat amb Alemanya.
El 21 de setembre de 1915, Bulgària va començar la mobilització per la guerra.

## 1915. La triple invasió i la caiguda de Sèrbia
Després de la victòria de l'exèrcit serbi en la batalla de Kolubara al desembre de 1914, el front serbi va gaudir d'un període de calma fins a principis de la tardor de 1915.

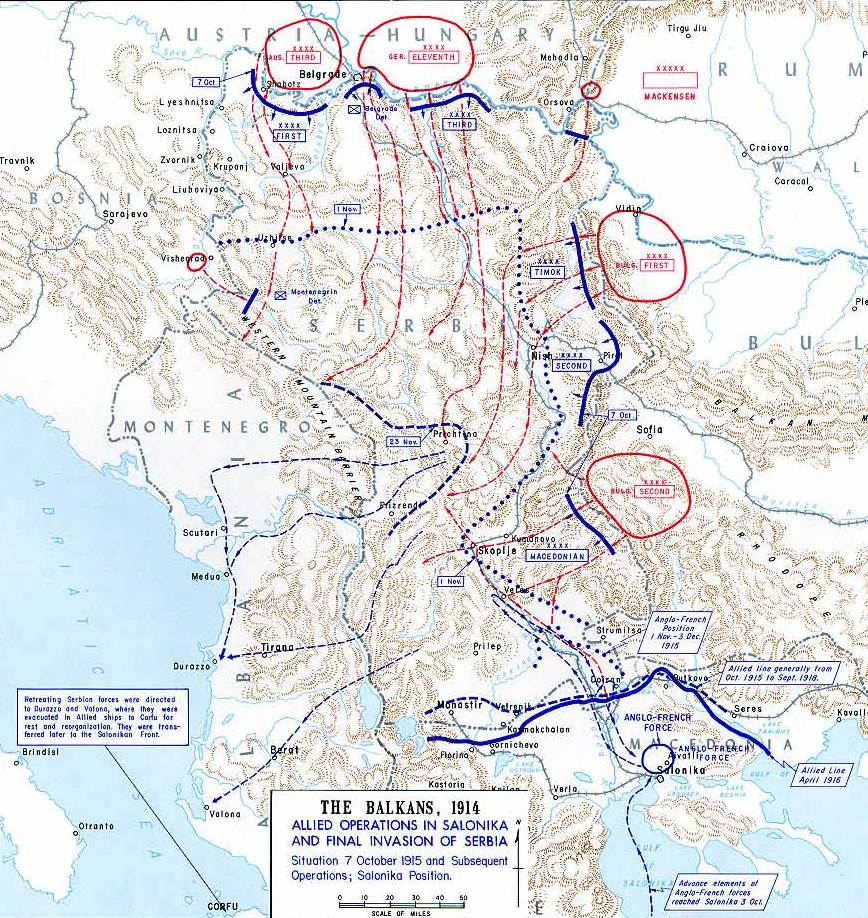
Ofensiva contra Sèrbia dels exèrcits austrohongarès, alemany i búlgar (1915)

Sota el comandament del mariscal de camp August von Mackensen, l'Exèrcit austrohongarès dels Balcans, l'11è Exèrcit alemany i les flotilles dels rius Danubi i Sava, van començar una ofensiva el 6 d'octubre de 1915, la major ofensiva contra Sèrbia. El setembre del 1915, tot i el sacrifici extrem de l'exèrcit serbi, l'Exèrcit austrohongarès dels Balcans (després d'haver travessat els rius Sava i Drina) i l'11è Exèrcit alemany (després de creuar el Danubi), van ocupar Belgrad, Smederevo, Požarevac i Golubac, creant així un ampli cap de pont al sud dels rius Sava i Danubi i obligant a les forces sèrbies a retirar-se cap al sud de Sèrbia. El 15 d'octubre de 1915, dos exèrcits búlgars van atacar a les unitats sèrbies. El 22 d'octubre, els búgars van començar a envair Sèrbia penetrant per la vall del riu Morava del Sud, prop de Vranje. Les forces búlgares van ocupar Kumànovo, Xtip i Skopje, i van impedir la retirada de l'exèrcit serbi cap a la frontera grega en Tessalònica (o Salònica).

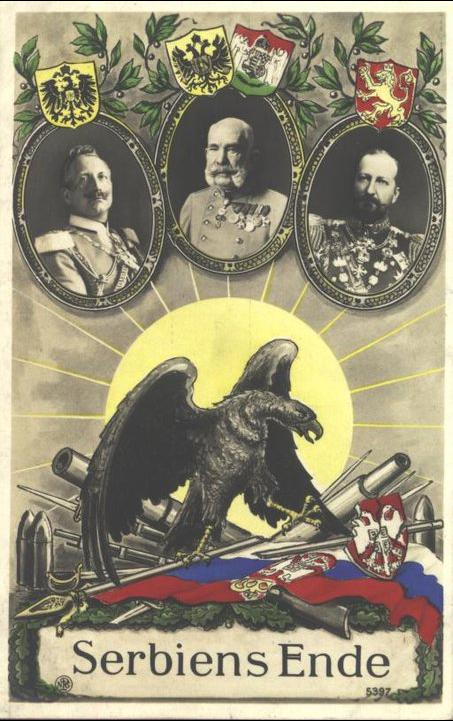
Una postal de propaganda que commemora la victòria de les Potències Centrals sobre Sèrbia en 1915

Durant un any, els Aliats (Anglaterra i França) havien promès en repetides ocasions enviar forces militars a Sèrbia, però no es va materialitzar. No obstant això, amb la mobilització de Bulgària al seu sud, la situació es va fer desesperada per a Sèrbia. Finalment, les circumstàncies van obligar els francesos i als britànics per decidir sobre l'enviament d'una petita força expedicionària de dues divisions per ajudar a Sèrbia. Aquesta força va arribar massa tard al port grec de Tessalònica i va tenir poc impacte en les operacions. La raó principal del retard va ser la falta de forces aliades disponibles a causa de la crítica situació en el front occidental. L'Entente va utilitzar la neutralitat grega com una excusa, encara que podria haver utilitzat la costa d'Albània per a un ràpid desplegament de reforços i equips durant els primers 14 mesos de la guerra. L'Entente també es va retardar a causa de les perllongades negociacions secretes destinades a atreure Bulgària al bàndol dels Aliats, cosa que hauria alleujat la necessitat de Sèrbia de demanar ajuda als francesos i britànics.
La manca de suport dels Aliats va segellar el destí de Sèrbia. Els alemanys i austrohongaresos van començar el seu atac el 7 d'octubre amb un bombardeig massiu d'artilleria, seguit per atacs a través dels rius. Després, l'11 d'octubre, l'exèrcit búlgar va atacar des de dos direccions, una des del nord de Bulgària prop de Niš, l'altra des del sud cap a Skopje. L'exèrcit búlgar va derrotar ràpidament a les forces sèrbies, més febles, que van intentar bloquejar el seu avanç.

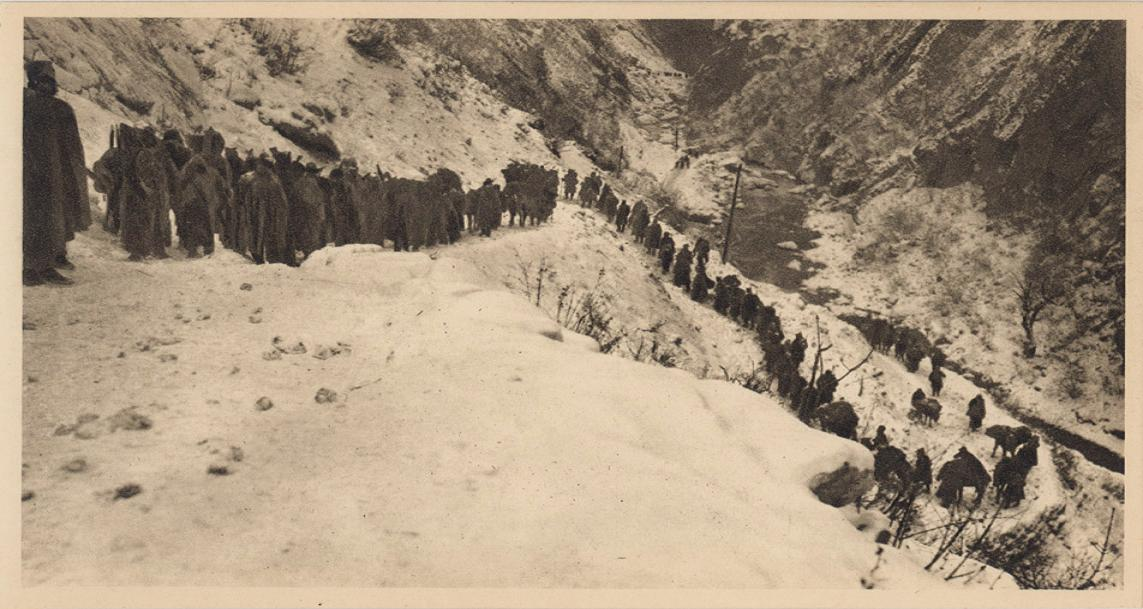
Retirada de les tropes sèrbies cap a la costa adriàtica d'Albània a través d'una muntanya nevada, durant l'hivern de 1915-1916

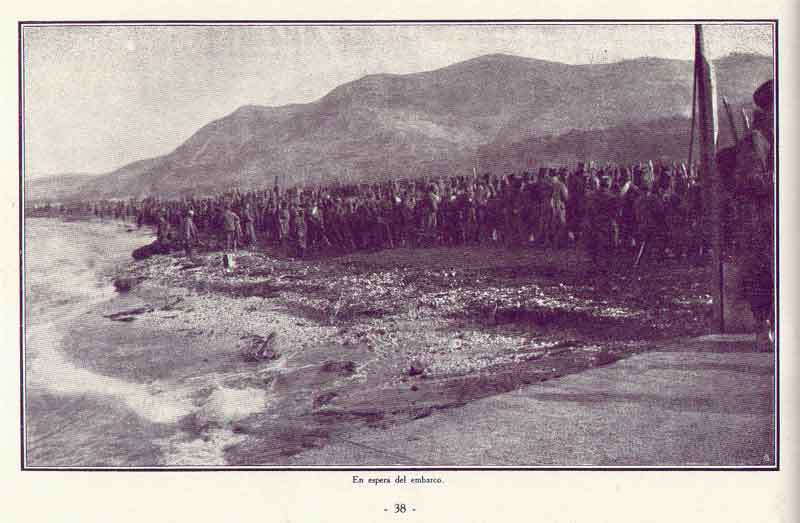
Soldats serbis esgotats a la vora de l'Adriàtica esperant els vaixells dels Aliats, febrer de 1916

Amb l'avanç búlgar, els serbis van perdre l'esparança; el seu principal exèrcit al nord es va veure obligat a escollir entre patir un setge, la rendició forçada o la retirada. El mariscal serbi Radomir Putnik va ordenar la retirada completa de l'exèrcit serbi cap al sud i oest a través de Montenegro i Albània. Els serbis es van enfrontar amb grans dificultats: el mal temps, les males carreteres i la necessitat que l'exèrcit ajudava a les desenes de milers de civils que es van retirar amb ells. Només prop de 125.000 soldats serbis van arribar a la costa de l'Adriàtica, on van embarcar en vaixells de transport italians per a ser traslladats a Corfú i a altres illes gregues abans que va viatjar cap a Tessalònica. El mariscal Putnik va ser traslladat en carro durant la retirada, i va morir poc més d'un any després en un hospital francès.

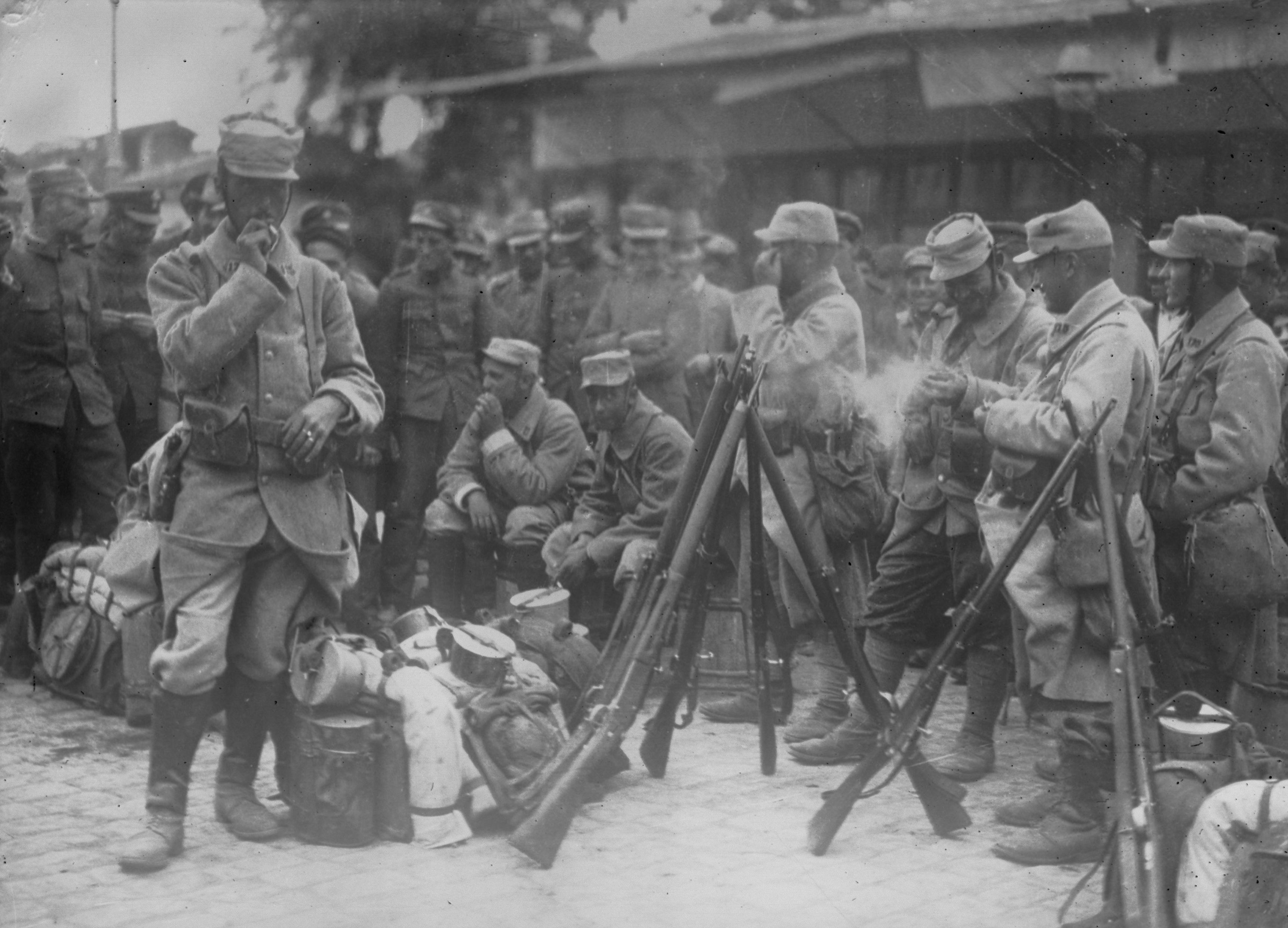
Soldats francesos en Tessalònica (1915)

Les divisions franceses i britàniques van marxar cap al nord de Tessalònica a l'octubre de 1915, sota el comandament conjunt del general francès Maurice Sarrail i del general irlandès Bryan Mahon (comandant de la Força Britànica de Tessalònica, 1915). No obstant això, el Ministeri de Defensa de Londres era reticent d'avançar massa profund dins de Sèrbia. Així, les divisions franceses van avançar pel seu compte fins al riu Vàrdar. Aquest avanç va donar una mica de suport limitat a l'exèrcit serbi en retirada però, per a fer front a aquesta amenaça, els búlgars van concentrar forces més grans en el seu flanc sud, el que va portar a la batalla de Krivolak (octubre-novembre de 1915). Per finals de novembre, el general Sarrail es va veure obligat a retirar-se degut als atacs massius dels búlgars sobre les seves posicions. Durant la seva retirada, els britànics en Kosturino també es van veure obligats a retirar-se. Per al 12 de desembre, totes les forces dels Aliats ja havien tornat a Grècia.
Els alemanys van ordenar als búlgars no creuar les fronteres gregues, reticents al risc de l'entrada de Grècia a la guerra en resposta a una invasió búlgara de Macedònia. Els Aliats per la seva banda, es van aprofitar d'això i van reforçar i consolidar les seves posicions darrere de les fronteres. Per tant, el resultat va ser una victòria clara, encara que incompleta, de les Potències Centrals. A conseqüència d'això es va obrir la línia de ferrocarril de Berlín a Constantinoble, i Alemanya va poder ajudar el seu soci més feble, l'Imperi Otomà.
Tot i la victòria de les Potències Centrals, els Aliats van aconseguir salvar una part de l'Exèrcit de Sèrbia que, encara que malmès, seriosament reduïts i gairebé sense armes, va escapar de la destrucció total. Després de la seva reorganització, va poder reprendre les operacions sis mesos més tard. I de manera més nociva per a les Potències Centrals, els Aliats van utilitzar l'excusa moral de salvar l'exèrcit serbi per gestionar el front serbi en Macedònia (encara que violant el territori d'un país oficialment neutral), creant un front que resultaria clau per a la seva victòria final tres anys després.

## 1916. L'establiment del front macedoni

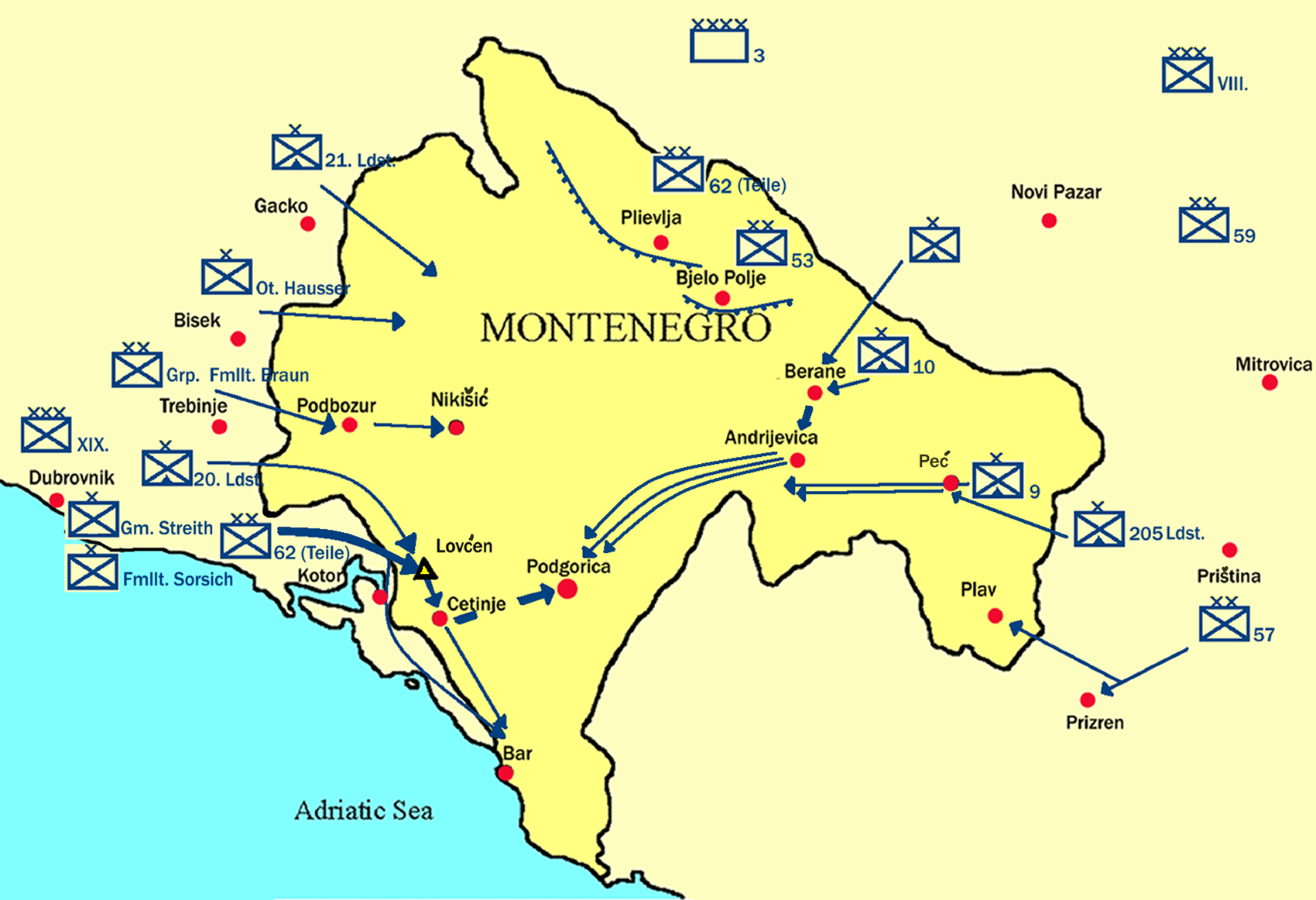
Ofensiva de Montenegro, 1916

El 5 de gener de 1916, l'exèrcit austrohongarès va atacar a Montenegro, aliat de Sèrbia. El petit exèrcit de Montenegro va oferir una forta resistència en la batalla de Mojkovac, que va ajudar en gran manera la retirada de l'exèrcit serbi, però aviat es va enfrontar a situacions impossibles i es va veure obligat a rendir-se el 25 de gener.
Els austrohongaresos van avançar per la costa de la mar Adriàtica cap a l'Albània controlada pels italians. Cap al final de l'hivern, el petit exèrcit italià d'Albània va ser forçat a sortir de gairebé tot el país.
En aquest punt, amb la guerra als Balcans gairebé perduda, l'Estat Major britànic va voler retirar totes les tropes britàniques de Grècia, però el govern francès va protestar enèrgicament i es va mantenir les tropes en la regió. Els exèrcits dels Aliats es van atrinxerar al voltant de Tessalònica, que es va convertir en un enorme campament fortificat, guanyant-se el malnom de burla «els jardiners de Salònica». L'Exèrcit de Sèrbia (ara sota el comandament del general Petar Bojović), després d'un descans i refet en Corfú, va ser transportat pels francesos al front macedoni.

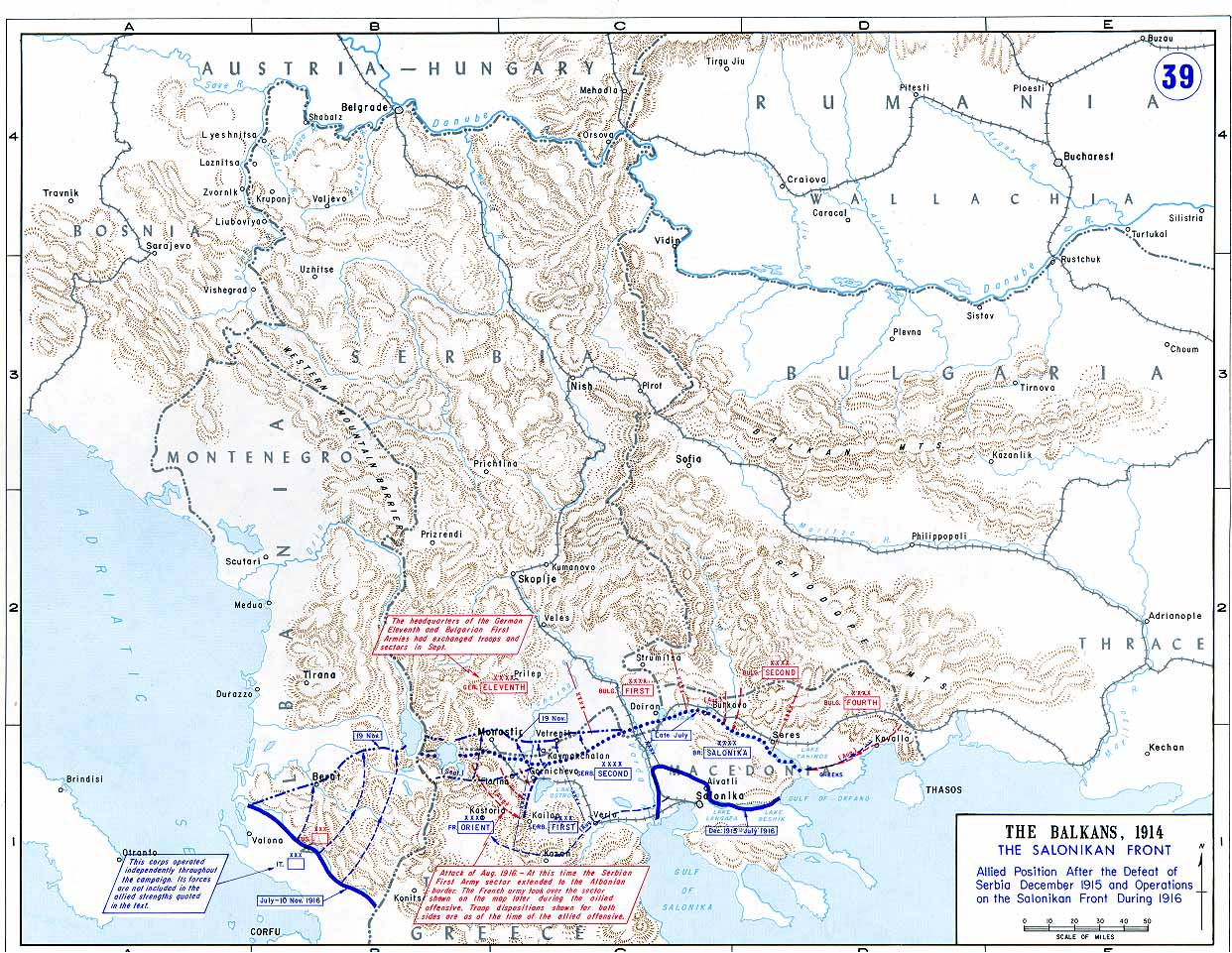
Front de Tessalònica. Operacions militars al voltant de la frontera de Grècia i Sèrbia, 1916

Mentrestant, la situació política a Grècia era confusa. Oficialment, Grècia era neutral, però el rei Constantí I era pro-alemany, mentre que el primer ministre Elevthérios Venizelos era proaliat. Venizelos va convidar a l'Entente a Tessalònica.
Amb el coneixement que Romania estava a punt d'unir-se al bàndol dels Aliats, el general Sarrail va començar els preparatius per a un atac amb les seves tropes contra els exèrcits de Bulgària. Els alemanys van fer els seus propis plans per a un «atac per a espatllar-lo». L'ofensiva alemanya es va posar en marxa el 17 d'agost, tres dies abans del que estava programat que comencés l'ofensiva francesa. En realitat, es tractava d'una ofensiva búlgara; l'exèrcit austrohongarès estava en Albània i només una divisió alemanya estava en la frontera grega. Els búlgars van atacar en dos fronts: 
- a l'est, que fàcilment va conquerir tot el territori grec a l'est del riu Struma (vegeu Batalla de Struma), ja que l'exèrcit grec va rebre l'ordre de no resistir pel proalemany rei Constantí I.
- a l'oest, l'atac va aconseguir èxit ràpids gràcies a la sorpresa, però després de dues setmanes les forces dels Aliats van crear una línia defensiva.

Després d'haver detingut l'ofensiva búlgara, els Aliats van organitzar una contraatac partir del 12 de setembre. El terreny era aspre i els búlgars estaven a la defensiva, però les forces dels Aliats van fer progressos constants. Els avenços lents dels Aliats van continuar al llarg d'octubre i fins al novembre, quan el clima es va tornar molt fred i la neu va caure als turons. Els alemanys van enviar dues divisions més per ajudar a reforçar l'exèrcit búlgar, però el 19 de novembre l'exèrcit francès i serbi van capturar Kajmakčalan, el pic més alt de la muntanya Nidže, i va obligar les Potències Centrals abandonar Monastir (actualment Bítola); prop de 60.000 búlgars i alemanys van morir o van ser capturats. El front es va traslladar a uns 40 km.
L'avanç sense oposició de Bulgària a través de la Macedònia grega per l'est va precipitar una crisi en Grècia. El govern reialista va ordenar a les seves tropes en la zona (el desmobilitzat 4t Cos) de no resistir i que es retiressin cap al port de Kavala per ser evacuats, però els vaixells de guerra no hi eren i no es va poder realitzar l'evacuació. Tot i la resistència local ocasional d'uns pocs oficials i de les seves unitats, la major part de les tropes gregues, juntament amb els seus comandants, es van rendir a la força alemanya i van ser internats per a la resta de la guerra a Görlitz, Alemanya. El lliurament del territori que recentment els grecs havien guanyat amb dificultat en la Segona Guerra dels Balcans de 1913 va ser l'última gota per a molts oficials de l'exèrcit que donaven suport a Venizelos. Amb l'ajuda dels Aliats, es va posar en marxa un cop d'estat que va assegurar Tessalònica i la major part de la Macedònia grega a Venizelos. A partir d'aquest punt, Grècia va tenir dos governs: el govern «oficial» reial d'Atenes que mantenia la neutralitat grega, i el «revolucionari» de Venizelos, el Govern Provisional de Defensa Nacional en Tessalònica.
Per tal de no veure els vaixells grecs desplegats amb els austrohongaresos i alemanys a la Mediterrània, a l'octubre de 1916 l'armada francesa de la Mediterrània va aparèixer a El Pireu i va capturar la flota grega. Alhora, els italians van desplegar més forces a Albània i aquestes noves tropes van aconseguir empènyer les tropes austrohongareses cap a la part més muntanyosa del país, al sud del llac Ostrovo.

## 1917. El fixament del front
A la primavera de 1917, l'Exèrcit dels Aliats en Orient del general Sarrail va ser reforçada amb 24 divisions (6 franceses, 6 sèrbies, 7 britàniques, 1 italiana, 3 gregues, i dues brigades russes). Es va preveure fer una ofensiva per a finals d'abril, però l'atac inicial va fallar amb grans pèrdues i l'ofensiva va ser suspesa el 21 de maig.
Els venizelistes i l'Entente, que desitjaven exercir més pressió sobre Atenes, van ocupar Tessàlia, que havia estat evacuada pels reialistes, i l'istme de Corint, dividint el país. Després d'un intent d'ocupar Atenes per la força, que va causar la reacció de les forces reialistes locals i va acabar en fracàs al desembre (vegeu Noemvriana), els Aliats van establir un bloqueig naval al sud de Grècia, que encara era lleial al rei Constantí I, causant dificultats extremes a les persones en aquestes àrees. Sis mesos després, al juny, els venizelistes va presentar un ultimàtum, que va provocar l'adicació i l'exili del rei grec (el 14 de juny, i el seu fill Alexandre I es va convertir en rei) i la reunificació del país sota Venizelos. El nou govern va declarar immediatament la guerra a les Potències Centrals i va crear un nou exèrcit.

## 1918. La represa de la guerra de moviment i l'ofensiva final

### Forces enfrontades a meitat de setembre

#### Potències Centrals
| Ordre de batalla: Exèrcit Grup de Scholtz (General d'artilleria Friedrich von Scholtz) | Ordre de batalla: Exèrcit Grup de Scholtz (General d'artilleria Friedrich von Scholtz) | Ordre de batalla: Exèrcit Grup de Scholtz (General d'artilleria Friedrich von Scholtz) | Ordre de batalla: Exèrcit Grup de Scholtz (General d'artilleria Friedrich von Scholtz) | Ordre de batalla: Exèrcit Grup de Scholtz (General d'artilleria Friedrich von Scholtz) | Ordre de batalla: Exèrcit Grup de Scholtz (General d'artilleria Friedrich von Scholtz) |
| -------------------------------------------------------------------------------------- | -------------------------------------------------------------------------------------- | -------------------------------------------------------------------------------------- | -------------------------------------------------------------------------------------- | -------------------------------------------------------------------------------------- | -------------------------------------------------------------------------------------- |
| Exèrcit                                                                                | Comandant                                                                              | Cossos                                                                                 | Comandant                                                                              | Divisions                                                                              |                                                                                        |
| 11è Exèrcit Alemany                                                                    | General d'infanteria Kuno von Steuben                                                  | 61è Cos                                                                                | Tinent general Friedrich Fleck                                                         | 1a, 6a i Mixta Divisió búlgara                                                         |                                                                                        |
|                                                                                        |                                                                                        | 62è Cos                                                                                | Tinent general Karl Suren                                                              | 302a Divisió alemanya, 2a, 3a i 4a Divisió búlgara                                     |                                                                                        |
| 1r Exèrcit Búlgar                                                                      | Tinent general Stefan Nerezov                                                          |                                                                                        |                                                                                        | 5a, 9a i de Muntanya Divisió de Infanteria Búlgara 1/11 Brigada d'Infanteria           |                                                                                        |

| Ordre de batalla: Alt Comandament Búlgar (Tinent General Georgi Todorov) | Ordre de batalla: Alt Comandament Búlgar (Tinent General Georgi Todorov) | Ordre de batalla: Alt Comandament Búlgar (Tinent General Georgi Todorov) | Ordre de batalla: Alt Comandament Búlgar (Tinent General Georgi Todorov) | Ordre de batalla: Alt Comandament Búlgar (Tinent General Georgi Todorov) | Ordre de batalla: Alt Comandament Búlgar (Tinent General Georgi Todorov) |
| ------------------------------------------------------------------------ | ------------------------------------------------------------------------ | ------------------------------------------------------------------------ | ------------------------------------------------------------------------ | ------------------------------------------------------------------------ | ------------------------------------------------------------------------ |
| Exèrcit                                                                  | Comandant                                                                | Cossos                                                                   | Comandant                                                                | Divisions                                                                |                                                                          |
| 2n Exèrcit Búlgar                                                        | Tinent general Ivan Lukov                                                |                                                                          |                                                                          | 7a, 8a i 11a Divisió de Infanteria búlgara                               |                                                                          |
| 4t Exèrcit Búlgar                                                        | Tinent general Stefan Toshev                                             |                                                                          |                                                                          | 10a Divisió de Infanteria búlgara 2a Divisió de Cavalleria búlgara       |                                                                          |

#### Aliats
| Ordre de batalla: Exèrcit dels Aliats en Orient (General Louis Franchet d'Espèrey) | Ordre de batalla: Exèrcit dels Aliats en Orient (General Louis Franchet d'Espèrey) | Ordre de batalla: Exèrcit dels Aliats en Orient (General Louis Franchet d'Espèrey) | Ordre de batalla: Exèrcit dels Aliats en Orient (General Louis Franchet d'Espèrey) | Ordre de batalla: Exèrcit dels Aliats en Orient (General Louis Franchet d'Espèrey)                                                                       | Ordre de batalla: Exèrcit dels Aliats en Orient (General Louis Franchet d'Espèrey) |
| ---------------------------------------------------------------------------------- | ---------------------------------------------------------------------------------- | ---------------------------------------------------------------------------------- | ---------------------------------------------------------------------------------- | --- | ---------------------------------------------------------------------------------- |
| Exèrcit                                                                            | Comandant                                                                          | Cossos                                                                             | Comandant                                                                          | Divisions |                                                                                    |
| Exèrcit Francès d'Orient                                                           | General Paul Henrys                                                                |                                                                                    |                                                                                    | 30a, 57a, 76a i 156a Divisió de Infanteria francesa 11a Divisió Colonial francesa 35a Divisió de Infanteria italiana 3a i 4a Divisió de Infanteria grega |                                                                                    |
| Exèrcit Serbi                                                                      | Mariscal de camp Živojin Mišić                                                     | 1r Cos serbi Un batalló                                                            | Marsical de camp Petar Bojović                                                     | Divisions de Infanteria Morava, Dunav i Drina Divisió de Cavalleria Batalló Prilep                                                                       |                                                                                    |
| Exèrcit Serbi                                                                      | Mariscal de camp Živojin Mišić                                                     | 2n Cos serbi Dos divisions franceses                                               | Mariscal de camp Stepa Stepanović                                                  | Divisions de Infanteria Šumadija, Yugoslav (reanomenada Vàrdar) i Timok 17a i 122a Divisió de Infanteria francesa                                        |                                                                                    |
| 1r Grup de Divisions                                                               | General Philippe d'Anselm                                                          |                                                                                    |                                                                                    | 16a Divisió Colonial francesa Divisió grega Archipelago 27a Divisió de Infanteria britànica                                                              |                                                                                    |
| Exèrcit Britànic de Salònica                                                       | General George Milne                                                               | 12è Cos anglès                                                                     | Tinent general Henry Wilson                                                        | 22a i 26a Divisió de Infanteria britànica Divisió grega Serres                                                                                           |                                                                                    |
| Exèrcit Britànic de Salònica                                                       | General George Milne                                                               | 16è Cos anglès                                                                     | Tinent general Charles James Briggs                                                | 28a Divisió de Infanteria britànica Divisió grega Creta                                                                                                  |                                                                                    |
| Exèrcit Grec                                                                       | Tinent general Panagiotis Danglis                                                  | 1r Cos d'Exèrcit grec                                                              | Tinent general Leonidas Paraskevopoulos                                            | 1a, 2a i 13a Divisió de Infanteria grega |                                                                                    |
| Exèrcit Grec                                                                       | Tinent general Panagiotis Danglis                                                  | 2n Cos d'Exèrcit grec                                                              | Tinent general Konstantinos Miliotis-Komninos                                      | Xanthi i 14a Divisió de Infanteria grega |                                                                                    |
| Exèrcit Grec                                                                       | Tinent general Panagiotis Danglis                                                  | 9a Divisió de Infanteria grega (entrenant-se)                                      |                                                                                    | |                                                                                    |

### Les operacions militars

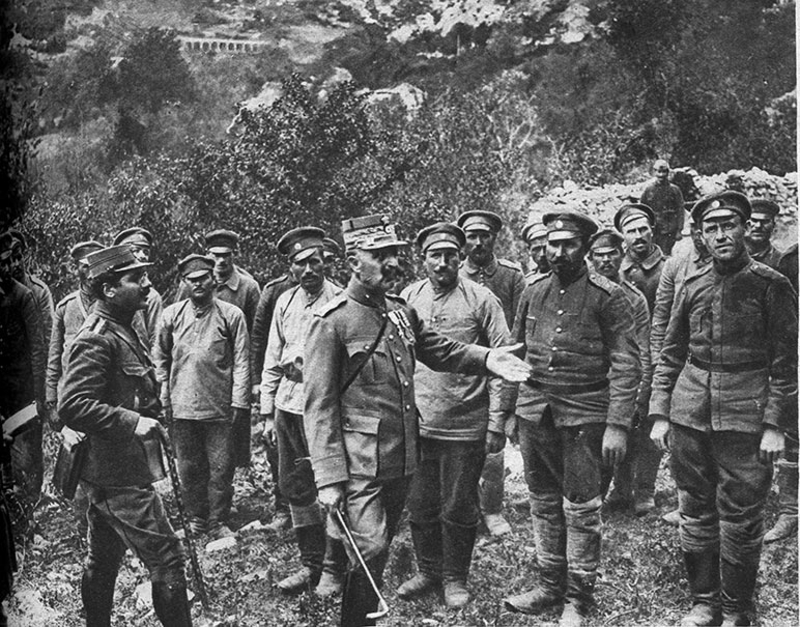
Coronel Nikolaos Christodoulou, un dels líders de l'Exèrcit de Defensa Nacional grec, interrogant a presoners de guerra búlgars

El 30 de maig de 1918, els Aliats van llançar una ofensiva a la fortificada Skra, començant la batalla de Skra-di-Legen. La batalla va marcar la primera acció important grega al costat dels Aliats en la guerra. Utilitzant la cobertura de l'artilleria pesada, una força conjunta francesa i grega va fer un esforç ràpid a les trinxeres enemigues, conquistant Skra i el sistema de fortificacions que l'envoltaven. Les pèrdues gregues van ascendir a 434-440 morts en combat, 154-164 desapareguts en combat i 1.974-2.220 ferits. França va perdre aproximadament 150 homes entre morts i ferits. Un total de 1.782 soldats de les Potències Centrals es va convertir en presoners de guerra, incloent un petit nombre d'enginyers alemanys i especialistes d'artilleria que estaven servint en unitats búlgares; considerables quantitats d'equip militar també van caure en mans de l'Entente.
No es va poder completar el pla per a un contraatac búlgar contra Skra perquè els soldats búlgars es van negar a participar en l'operació. Tant la prensa grega con la francesa van aprofitar l'oportunitat per exaltar els esforços de l'exèrcit grec, influint favorablement la mobilització grega.

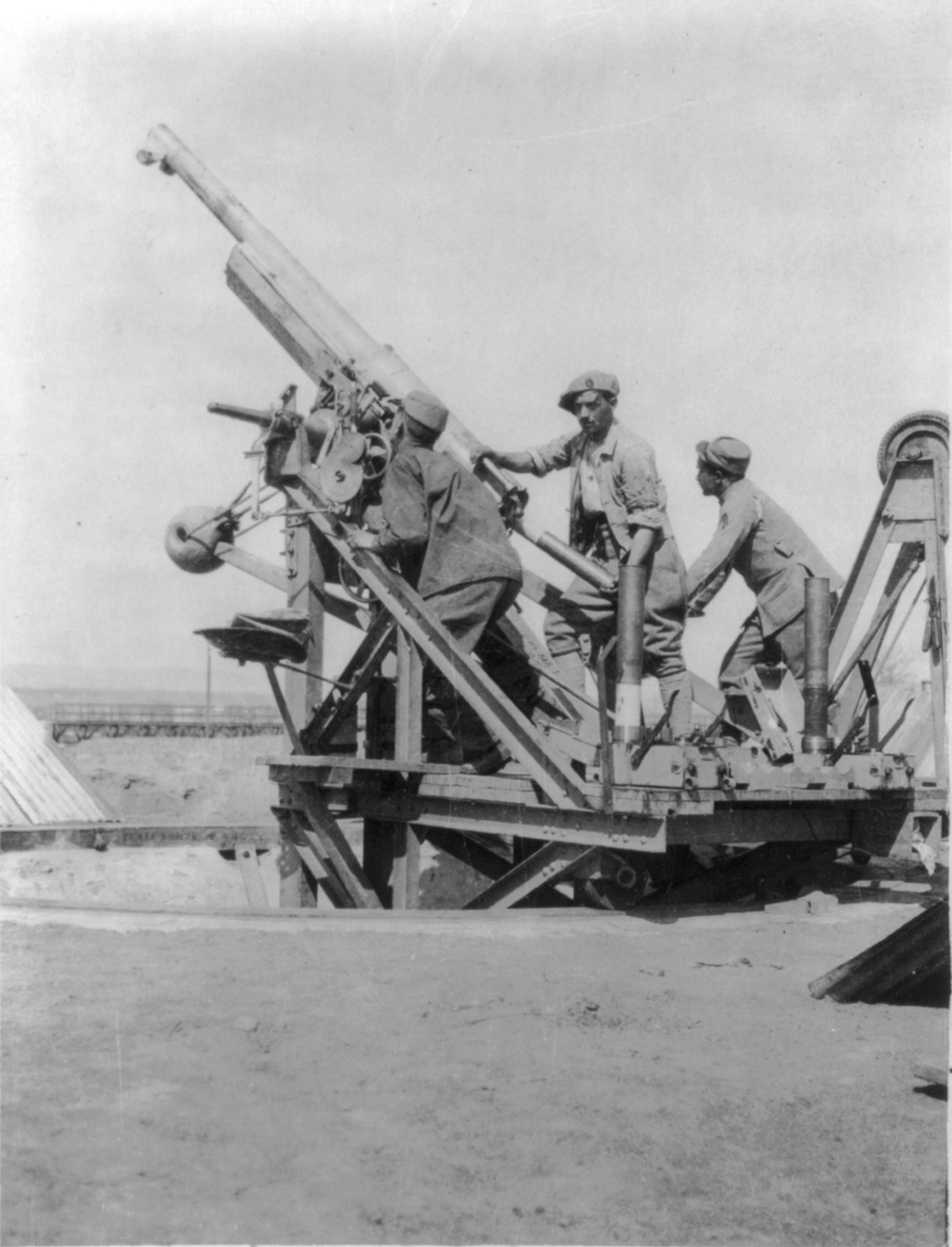
Artillers francesos amb un canó antiaeri de 75 mm en Tessalònica

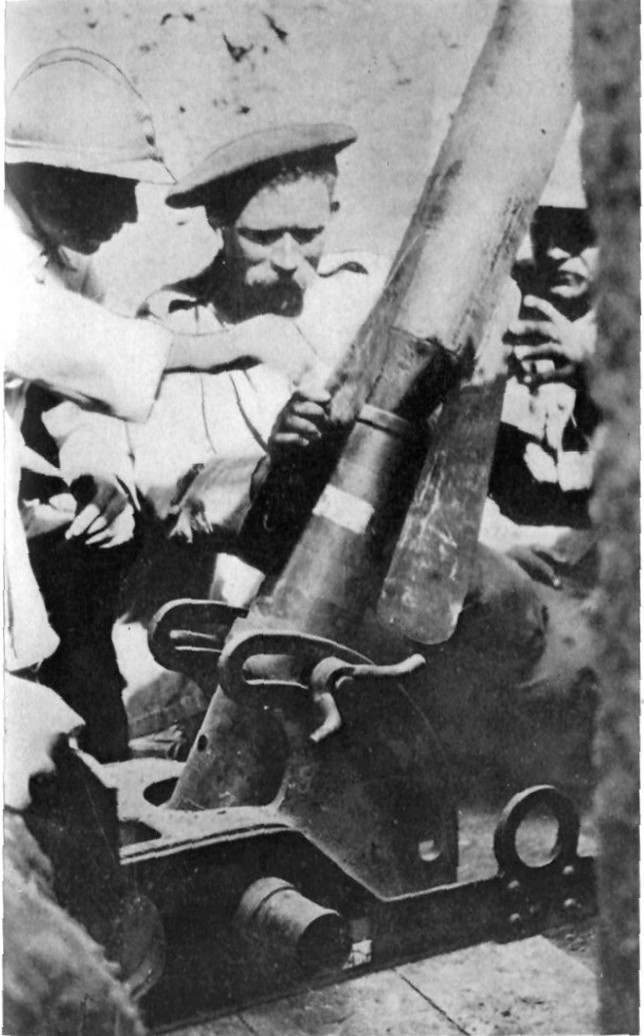
Francesos instruint a serbis en l'ús d'un morter de trinxera, 1916–1917

El 21 de juny de 1918, el primer ministre de Bulgària, Vasil Radoslavov, es va veure obligat a renunciar degut a la caiguda de Skra. Aleksandar Malinov va assumir el càrrec immediatament després i va iniciar negociacions secretes amb Gran Bretanya, oferint la sortida de Bulgària de la guerra amb la condició que Bulgària es mantingués plenament l'est de Macedònia. No obstant això, el primer ministre britànic David Lloyd George va rebutjar la proposta, assegurant a l'Ambaixador de Grècia a Londres Ioannis Genadius, que la Gran Bretanya no actuaria en contra dels interessos grecs.
Amb l'ofensiva de primavera alemanya amenaçant a França, Guillaumat va ser cridat a París i va ser reemplaçat pel general Franchet d'Espèrey. Encara que d'Espèrey va instar un atac contra l'Exèrcit de Bulgària, el govern francès es va negar de permetre l'ofensiva a menys que tots els països estiguessin d'acord. El general Guillaumat, que ja no era necessari a França, va viatjar de Londres a Roma tractant d'obtenir l'aprovació per a un atac. Finalment, al setembre, es va assolir un acord i es va permetre a d'Esperey de llançar la seva gran ofensiva.
Les forces dels Aliades eren ara molt grans, tot i que els russos estan obligats a cessar la seva participació a causa del Tractat de Brest-Litovsk al març de 1918. Els Aliats no momés tenien l'exèrcit grec totalment del seu costat (9 divisions fortes), sinó que també tenia uns 6.000 homes de la Legió Txecoslovaca, que havien estat evacuats de Rússia i que voltaven pel món, preparats per lluitar contra els austrohongaresos. Els búlgars també havien augmentat el seu exèrcit durant 1917 i, per tant, les forces dels dos bàndols eren més o menys iguals (291 batallons dels Aliats enfront dels 300 batallons de Bulgària a més de 10 batallons alemanys). Els Aliats estaven segurs de la seva victòria imminent, mentre que els búlgars ja veien que perdrien la guerra; l'Imperi Otomà estava a prop del col·lapse, el govern austrohongarès era un caos i l'exèrcit alemany va ser colpejat decisivament al front occidental. Els búlgars no estaven disposats a lluitar i morir per una causa perduda.
El bombardeig de l'artilleria contra les posicions enemigues en la batalla de Dobro Pole va començar el 14 de setembre. L'endemà, els serbis i els francesos van atacar i capturar el seu objectiu. El 18 de setembre, els grecs i els britànics van atacar però van ser detinguts pels búlgars i van patir grans pèrdues en la Tercera batalla del Dòiran. L'exèrcit franco-serbi va continuar avançant vigorosament i l'endemà, algunes unitats búlgares van començar a lliurar les seves posicions sense lluitar, i el comandament búlgar va ordenar la retirada.

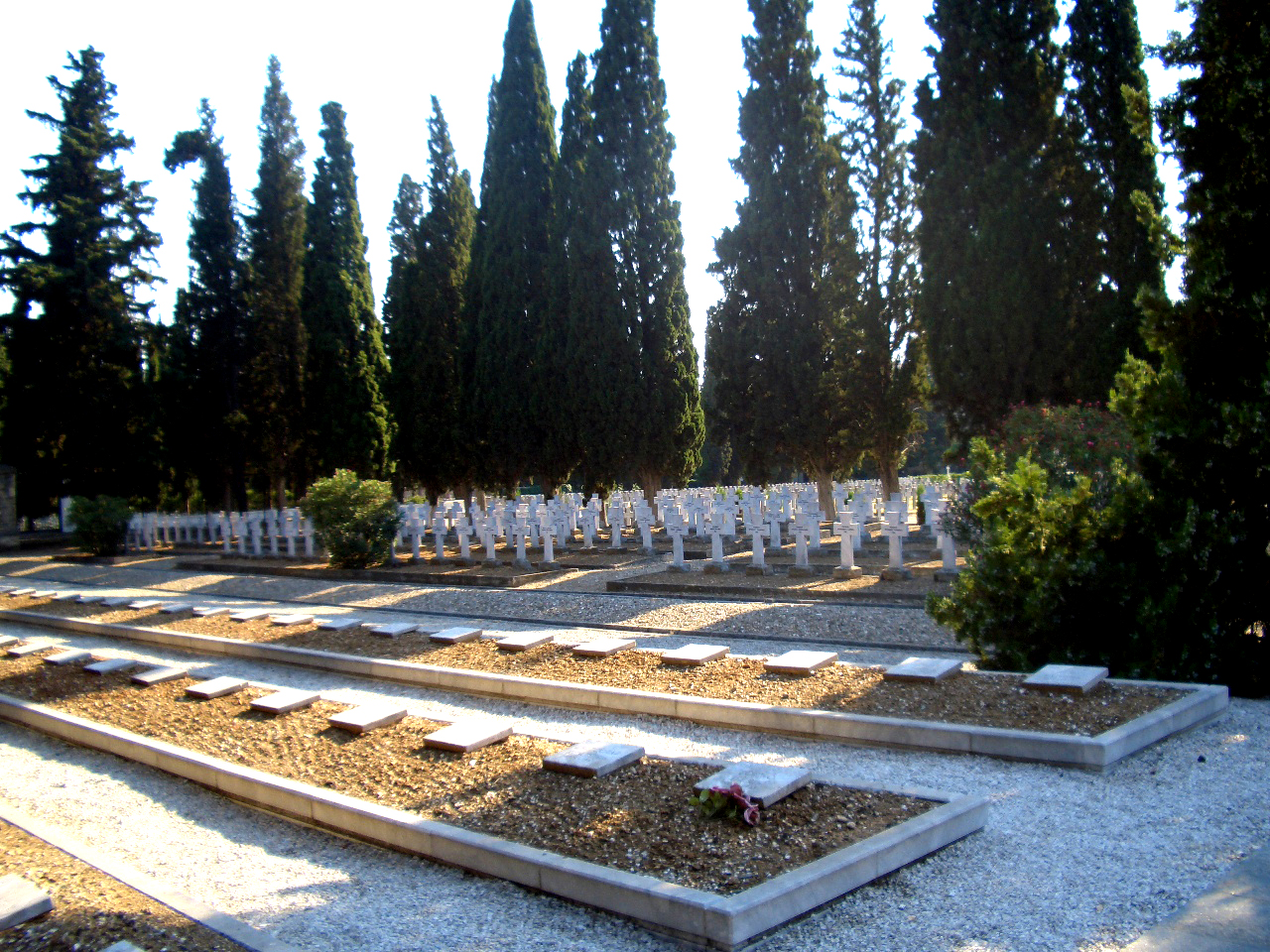
Zeitenlik, cementiri dels Aliats en Tessalònica

En la història oficial del govern britànic de la campanya de Macedònia, Cyril Falls va escriure una anàlisi detallada de la situació de les forces búlgares i la situació de la part del front. Encara que es va aconseguir un gran avanç en Dobro Pole i les forces dels Aliades van continuar el seu avanç, l'exèrcit búlgar no va ser derrotat i va aconseguir una retirada ordenada.
Per al 29 de setembre (un dia abans que Bulgària sortís de la Primera Guerra Mundial), va caure Skopje, però una forta força búlgara i alemanya va rebre l'ordre d'atacar l'endemà; el nombre de presoners de guerra búlgars en mans dels Aliats en aquest dia va ser només al voltant de 15.000.
Un altre factor important que va contribuir que Bulgària demanés un armistici va ser que una gran quantitat d'amotinats búlgars que s'estaven retirant havien convergit al centre ferroviari de Radomir, en Bulgaria, a 50 km de la capital, Sofia. El 27 de setembre, els líders de la Unió Nacional Agrària Búlgara van prendre el control d'aquestes tropes i van proclamar la caiguda de la monarquia i una república búlgara. L'endemà, unes 4.000-5.000 tropes rebels van amenaçar Sofia. En aquestes circumstàncies caòtiques, una delegació búlgara va arribar a Tessalònica per demanar un armistici. El 29 de setembre, el general d'Esperey va coincidir l'Armistici de Tessalònica als búlgars, posant fi a la seva guerra. El front macedoni va finalitzar al migdia del 30 de setembre de 1918, quan va entrar en vigor l'alto el foc. L'aixecament dels soldats búlgars va ser finalment sufocat el 2 d'octubre. El Zar Ferran I de Bulgària va abdicar en el seu fill Borís III i es va exiliar a Coburg el 3 d'octubre.

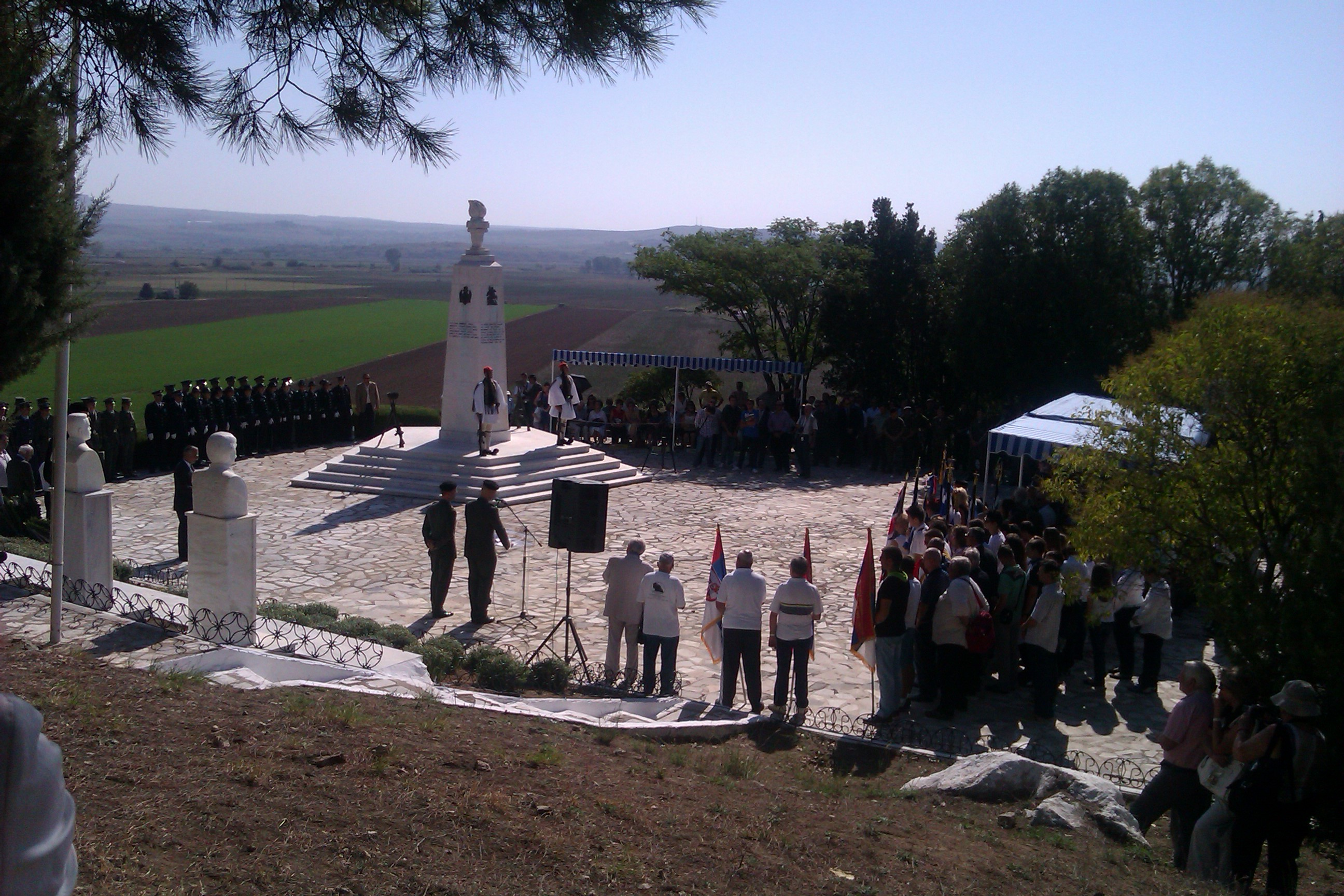
Monument dels Aliats per la ruptura del Front de Macedònia, durant el 94è aniversari, en Latomeio, Kilkis

L'exèrcit britànic es va dirigir cap a l'est, cap a la part europea de l'Imperi Otomà, mentre que les forces franceses i sèrbies van continuar cap al nord i van alliberar a Sèrbia, Albània i Montenegro.
Mentre que l'exèrcit britànic s'acostava a Constantinoble sense trobar gran oposició de les forces otomanes per detenir-los, el govern otomà va demanar un armistici (Armistici de Mudros) el 26 d'octubre; Enver Paşa i els seus socis havien fugit diversos dies abans cap a Berlín.
Amb «Desperate Frankie» (com els britànics anomenaven a d'Esperey) empenyent sempre cap endavant, els exèrcits serbi i francès van recuperar Sèrbia, i van atacar diverses divisions alemanyes febles que van intentar bloquejar el seu avanç prop de Niš.
El 3 de novembre, Àustria-Hongria es va veure obligada a signar un armistici en el front italià i va sortir de la guerra (Armistici de Villa Giusti). El 10 de novembre, l'exèrcit de d'Esperey va travessar el riu Danubi i estava a punt d'entrar al cor d'Hongria. A petició del general francès, el comte Károlyi, que liderava el govern hongarès, va arribar a Belgrad va i signat un altre armistici, l'Armistici de Belgrad.

## Galeria d'imatges

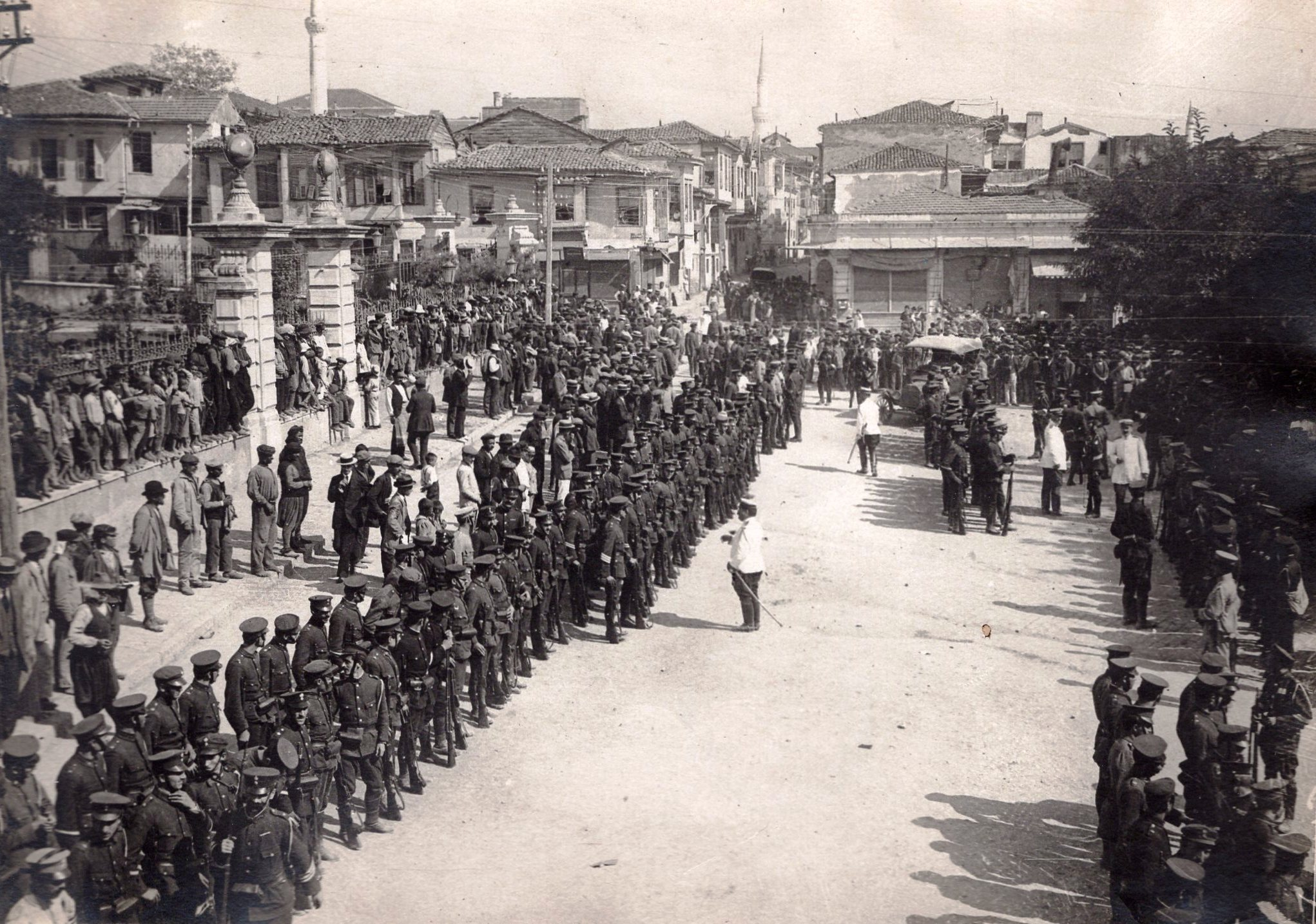
Soldats grecs en Tessalònica
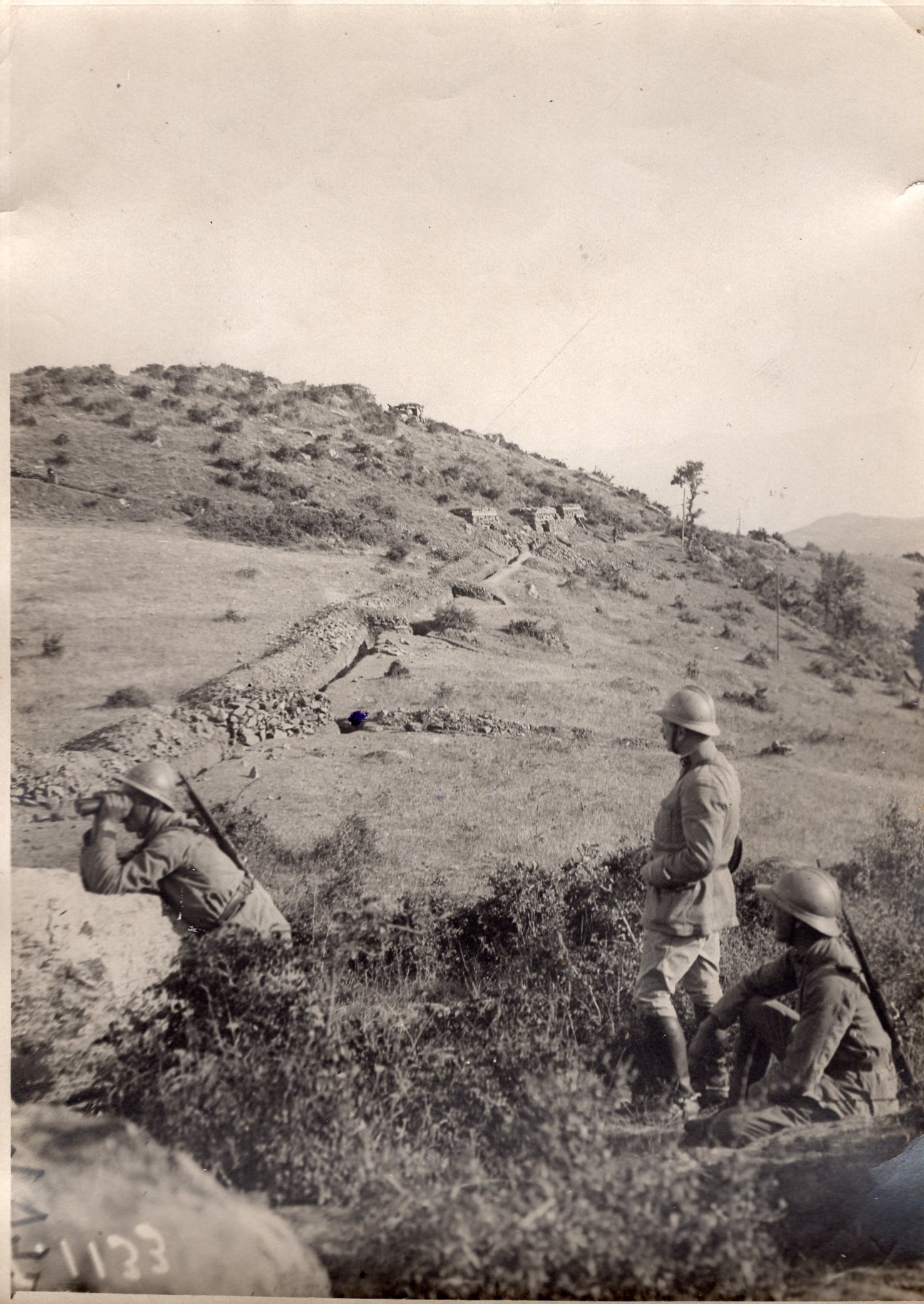
Línea del front. Front macedoni, 1915
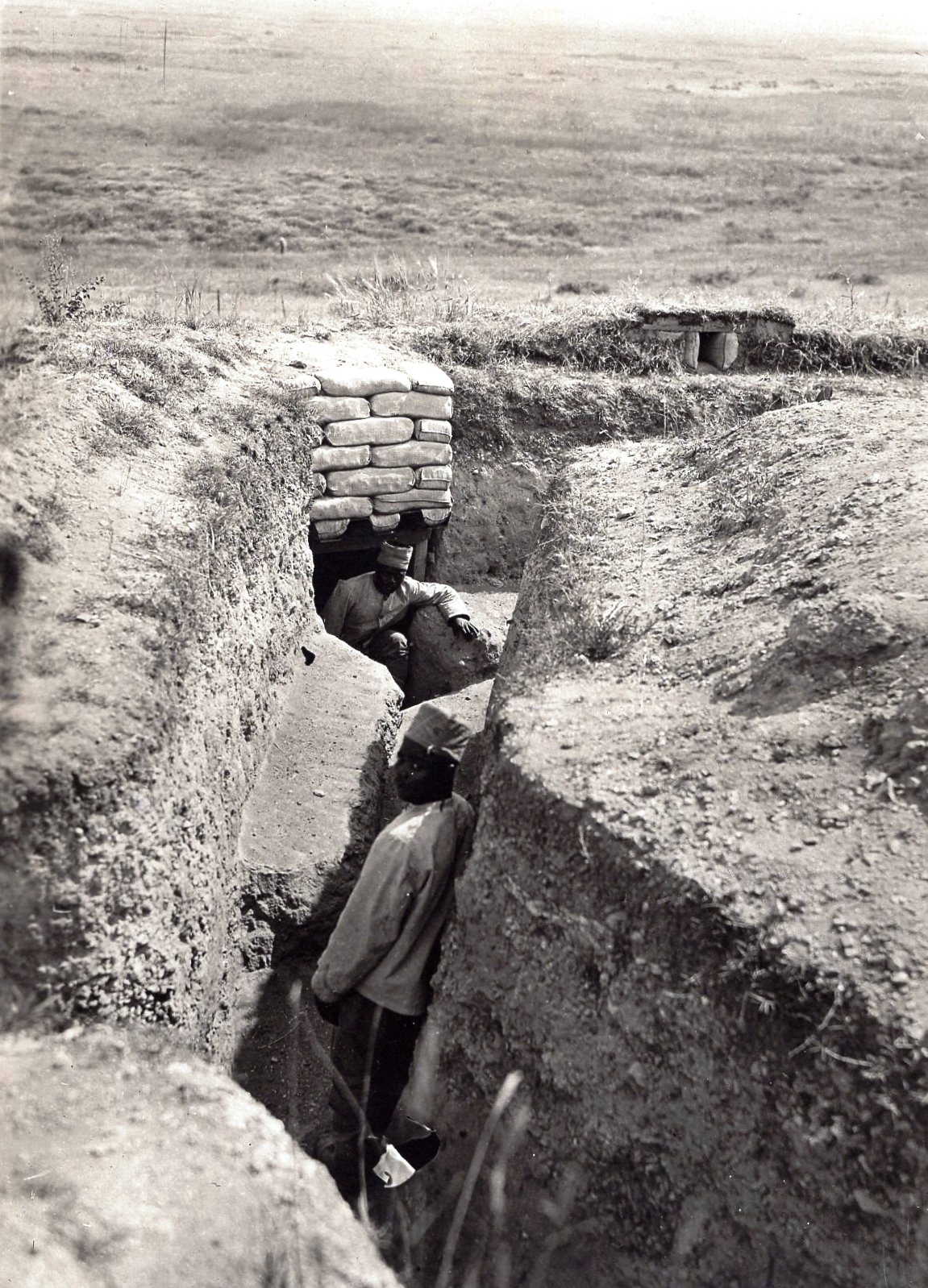
Trinxeres en el front macedoni, 1915
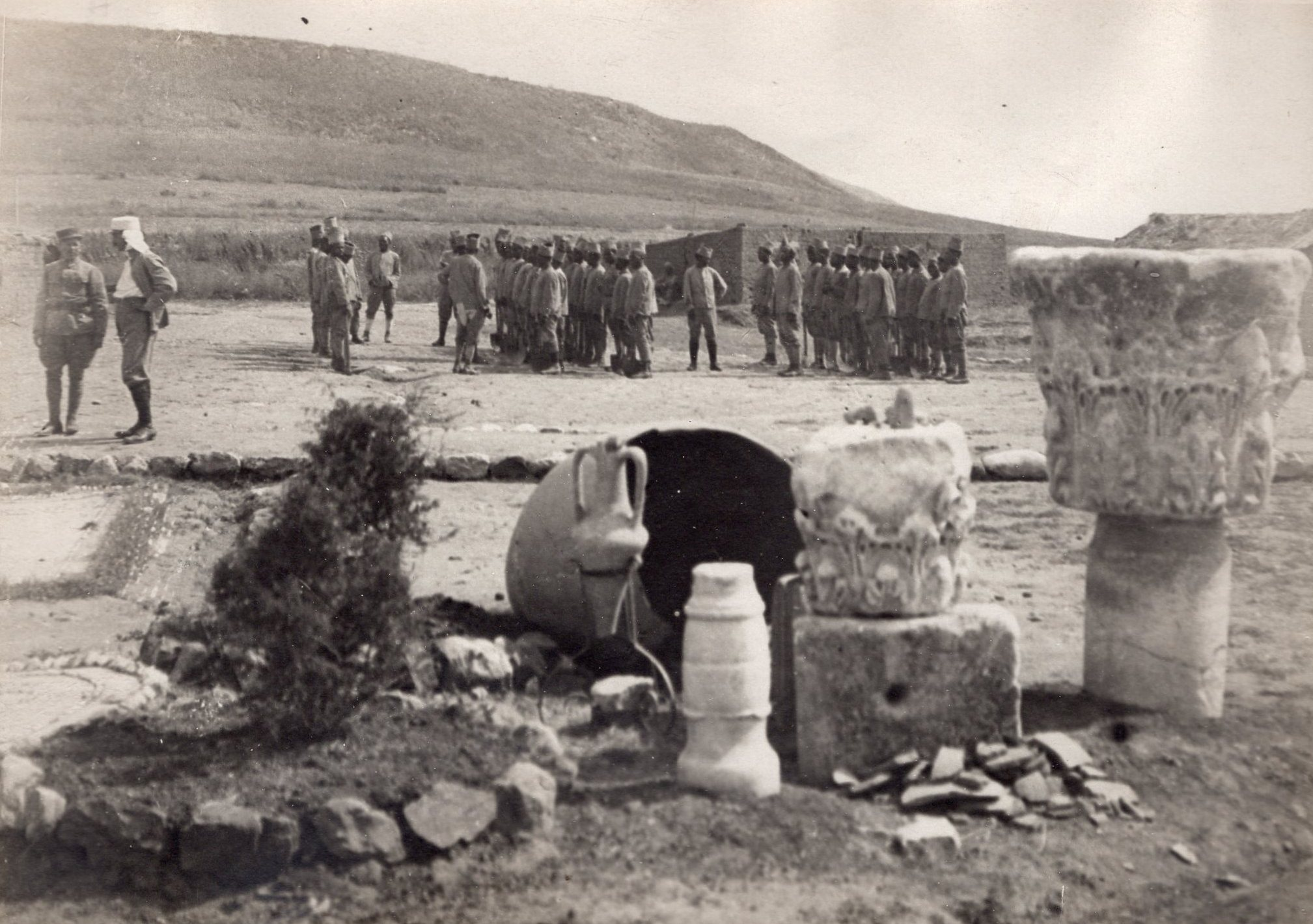
Camp militar prop de Tessalònica, 1916